# Musikåret 1953

## Händelser
- 14 januari – Sinfonia Antarctica (Symfoni nr 7) av Ralph Vaughan Williams uruppförs i Manchester.
- 15 april – Edmund Rubbras violakonsert uruppförs i London.
- 3 maj – Sinfonia boreale (Symfoni nr 8) av Vagn Holmboe uruppförs i Köpenhamn.
- 18 juli – Elvis Presley gör sina första skivinspelningar.
- 16 oktober – Darius Milhaud femte symfoni uruppförs i Turin.
- 13 november – Stråkkvartett nr 5 av Dmitrij Sjostakovitj uruppförs i Moskva.
- 12 december - Nicolai Geddas internationella debut, La Scala, som '"Don Ottavio'" i Mozarts Don Giovanni, 4 föreställningar, till 22 december.
- 17 december – Symfoni nr 10 av Dmitrij Sjostakovitj uruppförs i Leningrad.

### Okänt datum
- Frank Sinatra turnerar i Sverige utan större framgång.
- Metronome ger ut den första svenska vinylsingeln.[1]

## Priser och utmärkelser
- Medaljen för tonkonstens främjande – Kurt Atterberg

## Årets album
- Fred Astaire – The Astaire Story
- Bing Crosby – Country Girl
- Doris Day – By the Light of the Silvery Moon
- Doris Day – Calamity Jane
- Billie Holiday – An Evening with Billie Holiday
- Stan Kenton – New Concepts of Artistry in Rhythm
- Tom Lehrer – Songs by Tom Lehrer
- Dean Martin – Dean Martin Sings
- Guy Mitchell – Songs of Open Spaces
- Anita O'Day – Anita O'Day Collates
- Dinah Shore – Dinah Shore Sings the Blues
- Frank Sinatra – Requested By You
- Frank Sinatra – Sinatra Sings His Greatest Hits
- Jo Stafford – Broadway's Best
- Jo Stafford – Starring Jo Stafford

## Årets singlar och hitlåtar
Vänligen sortera soloartister på efternamn, musikgrupper på förstabokstaven (utan engelskans "The" och "A")
- Julius LaRosa – Eh cumpari [2]
- Lars Lönndahl – Sången från Moulin Rougue
- Lars Lönndahl – That's Amore
- Jean Shepard & Ferlin Husky – A Dear John Letter[2]

## Årets sångböcker och psalmböcker
- Evert Taube – I mina drömmar [3]
- Evert Taube – Sju Taube-triumfer [3]

## Födda
- 5 januari – Ola Backström, svensk musiker och konstnär.
- 6 januari – Malcolm Young (död 2017), australisk gitarrist i (AC/DC).
- 10 januari – Pat Benatar, amerikansk sångare.
- 26 januari – Lucinda Williams, amerikansk sångare och låtskrivare.
- 29 januari – Teresa Teng, taiwanesisk sångare.
- 16 februari – Thomas Lindahl, svensk kompositör och musiker.
- 20 februari – Riccardo Chailly, italiensk dirigent.
- 26 februari – Michael Bolton, amerikansk sångare och låtskrivare.
- 27 februari – Johan Hammerth, svensk tonsättare.
- 28 februari – Osmo Vänskä, finsk dirigent, klarinettist och kompositör.
- 7 mars – Siv-Inger Svensson, svensk sångare.
- 9 mars – Alexandr Raskatov, rysk tonsättare.
- 17 mars – William Brunson, svensk tonsättare.
- 19 mars – Ricky Wilson, amerikansk musiker och singer-songwriter, medlem i The B-52’s.
- 23 mars – Chaka Khan, amerikansk sångare.
- 25 mars – Camilla Söderberg, svensk tonsättare och blockflöjtist.
- 29 mars – Sven Hagvil, svensk tonsättare.
- 31 mars – Sean Hopper, amerikansk musiker, medlem i Huey Lewis and the News.
- 28 april – Kim Gordon, amerikansk musiker och sångare.
- 8 maj – Alex Van Halen, amerikansk trummis.
- 15 maj – Mike Oldfield, brittisk musiker.
- 20 maj – Michael Waldenby, svensk tonsättare och organist.
- 29 maj – Danny Elfman, amerikansk filmmusikkompositör.
- 4 juni – Lennart Westman, svensk tonsättare.
- 7 juni – Johan Magnus Sjöberg, svensk tonsättare, organist och kördirigent.
- 8 juni – Bonnie Tyler, walesisk sångare.
- 12 juni – Christina Gunnardo, kristen sångerska och låtskrivare.
- 22 juni – Cyndi Lauper, amerikansk sångare och låtskrivare.
- 26 juni – Magnus F. Andersson, svensk tonsättare och trombonist.
- 29 juni – Colin Hay, skotsk-australisk musiker, medlem i (Men at Work).
- 6 juli – Nanci Griffith, amerikansk sångare och låtskrivare.
- 18 juli – Lars-Ove Börjesson, svensk tonsättare.
- 21 juli – Eric Bazilian, amerikansk sångare, låtskrivare och multiinstrumentalist, medlem i (The Hooters)
- 24 juli – Åke Parmerud, svensk tonsättare.
- 25 juli – Meelis Seffers, svensk tonsättare.
- 29 juli – Geddy Lee, kanadensisk musiker, medlem i Rush.
- 29 juli – Patti Scialfa, amerikansk gitarrist och bakgrundssångare i The E Street Band från 1984.
- 30 juli – Anne Linnet, dansk kompositör och sångare.
- 31 juli – Hugh McDowell, brittisk musiker, cellist i Electric Light Orchestra.
- 1 augusti – Robert Cray, amerikansk bluessångare och gitarrist.
- 27 augusti – Alex Lifeson, kanadensisk musiker, medlem i (Rush.
- 2 september – John Zorn, amerikansk kompositör, saxofonist och multiinstrumentalist.
- 7 oktober – Tico Torres, amerikansk musiker, medlem i Bon Jovi
- 10 oktober - Midge Ure, brittisk (skotsk) musiker, sångare i Ultravox.
- 15 oktober – Tito Jackson, amerikansk musiker, medlem i The Jackson Five.
- 16 oktober- Tony Carey, amerikansk sångare och låtskrivare, medlem i Rainbow.
- 26 oktober – Keith Strickland, amerikansk multiinstrumentalist och kompositör, medlem i The B-52s.
- 31 oktober – Johnny Clegg, sydafrikansk musiker.
- 10 november – Lars Åkerlund, svensk tonsättare och musiker.
- 13 november – Keith Green, amerikansk gospelsångare och kompositör.
- 15 november – Jan Yngwe, svensk dirigent och tonsättare.
- 20 november – Anders Glenmark, svensk musiker.
- 22 november – Urmas Alender, estnisk sångare och musiker.
- 12 december – Bruce Kulick, amerikansk gitarrist, medlem i Kiss.

## Avlidna
- 1 januari – Hank Williams, 29, amerikansk countrylegend.
- 12 januari – Maja Cassel, 61, svensk skådespelare och operasångare.
- 15 januari – Patrik Vretblad, 86, svensk kyrkomusiker och musikkritiker.
- 5 mars – Sergej Prokofjev, 61, rysk tonsättare, pianist och dirigent.
- 16 maj – Django Reinhardt, 43, fransk jazzgitarrist.
- 3 juni – Mike Mosiello, 56, amerikansk jazztrumpetare.
- 30 juni – Göte Carlid, 32, svensk tonsättare och lärdomshistoriker.
- 1 september – Jacques Thibaud, 72, fransk violinist.
- 21 september – Roger Quilter, 75, engelsk tonsättare.
- 3 oktober – Arnold Bax, 69, brittisk tonsättare.
- 8 oktober – Kathleen Ferrier, 41, brittisk operasångare (alt).
- 27 oktober – Eduard Künneke, 68, tysk kompositör.
- 27 oktober – Knut Bäck, 85, svensk pianopedagog och tonsättare.
- 30 oktober – Emmerich Kálmán, 71, ungersk kompositör.
- 9 december – Issay Dobrowen, 62, norsk-rysk dirigent och kompositör.

### Fotnoter
1. ↑  ”78:or & film”. http://78-varv.atspace.cc/metronom.htm. Läst 3 juni 2011.
2. 1 2  ”Låtar du trodde var svenska”. Arkiverad från originalet den 26 oktober 2013. https://web.archive.org/web/20131026075436/http://gotiskaklubben.wordpress.com/2013/09/22/latar-du-trodde-var-svenska/. Läst 22 mars 2011.
3. 1 2  ”Evert Taubes visböcker med innehåll”. http://www.abc.se/~m8169/taube/taubevis.html. Läst 23 mars 2011.